# Dicorymbimyia annulatus
Dicorymbimyia annulatus är en tvåvingeart som först beskrevs av Becker 1906.  Dicorymbimyia annulatus ingår i släktet Dicorymbimyia och familjen vapenflugor.
Artens utbredningsområde är Tunisien. Inga underarter finns listade i Catalogue of Life.